# Musée du Vieux Toulouse

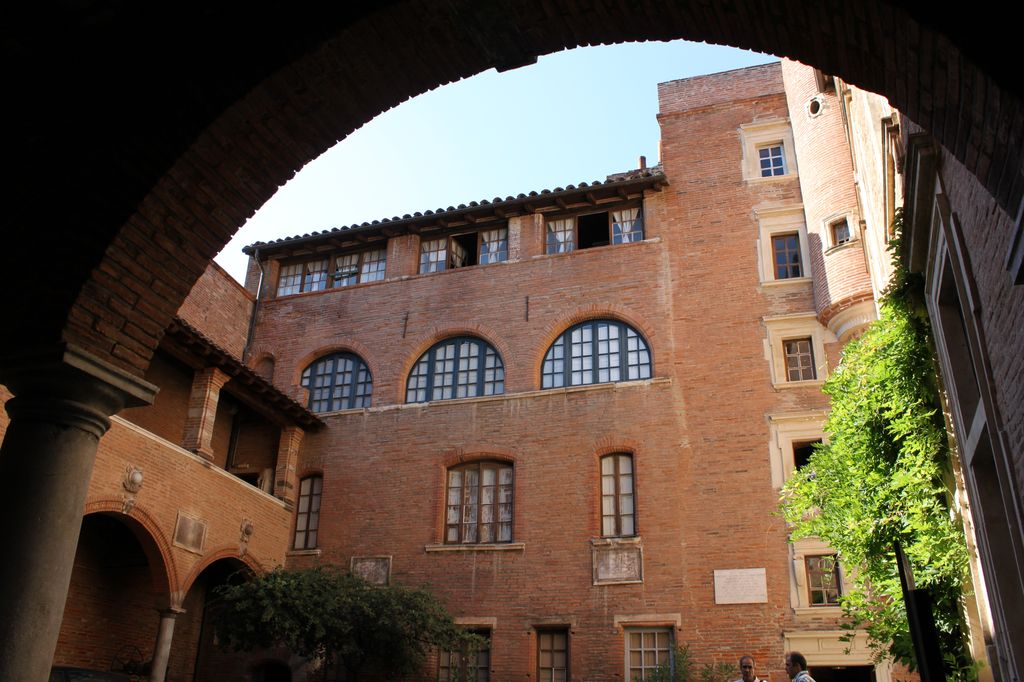
Hôtel Dumay, der Sitz des Museums

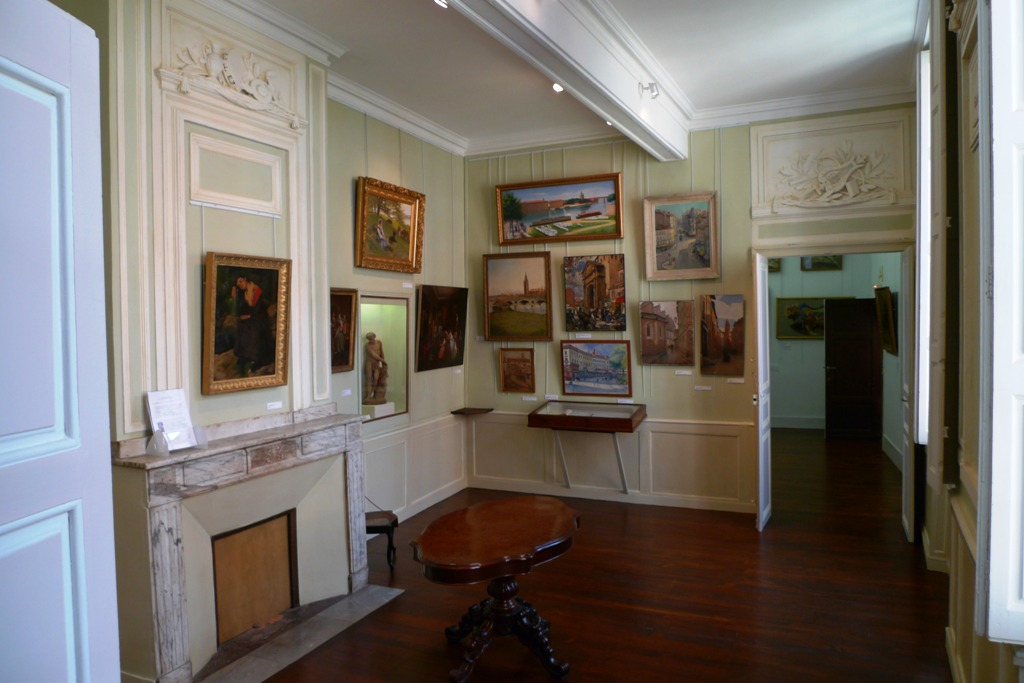
Salle Gabriel Gay

Das Musée du Vieux Toulouse ist ein heimatgeschichtliches und volkskundliches Museum in Toulouse im französischen Département Haute-Garonne.
Das 1904 gegründete Museum ist seit 1948 im Hôtel Dumay, einem Hôtel particulier des 16. Jahrhunderts in der Rue du May, untergebracht und befindet sich in Trägerschaft der Société des Toulousains de Toulouse et Amis du Vieux Toulouse. Die Sammlungen decken die Zeit von der Antike bis ins 20. Jahrhundert ab. Sie umfassen unter anderem Keramik des 18. und 19. Jahrhunderts, Trachten und Alltagsgegenstände sowie Werke von lokalen Malern.